# Alice Liddell con helecho
Bajo el nombre de Alice Liddell, la fotografía aparece en el catálogo de la Biblioteca de la Universidad de Princeton, donde se conserva; a veces, para enfatizar la peculiaridad de la imagen en la fotografía, se hace referencia a ella como Alice Liddell con helecho, en algunas ediciones se menciona bajo los nombres: Alice P. Liddell (helecho), Alice P. Liddell y helecho, o Alice Liddell sentada al lado de un helecho en maceta. Es una fotografía de 1860 del escritor y fotógrafo inglés Lewis Carroll (Charles Lutwidge Dodgson, 1832-1898), que retrata a Alice Pleasant Liddell (1852–1934). El escritor insertó un fragmento de esta fotografía en la última página del manuscrito de su libro "Las aventuras de Alicia bajo tierra" (la versión original de "Alicia en el país de las maravillas", dedicada a Alice Liddell en 1864).

## Trasfondo
Entre 1856 y 1880, Lewis Carroll creó alrededor de 3.000 fotografías, casi la mitad de las cuales eran de niños, en su mayoría niñas, veinte de las cuales fueron fotografías de Alice Liddell. Alice era hija del filólogo clásico Henry Liddell, decano de una de las facultades de Oxford, coautor del diccionario de griego «Лидделл-Скотт» (en inglés), y su esposa Loreena Hannah Liddell (de soltera, Reeve). Carroll no se sentía cómodo con los adultos. Sin embargo, sabía cómo entrar en una relación de confianza con los niños. Las fotografías de Carroll muestran la vida interior de los niños y la seriedad con la que veían el mundo. Para Carroll, Alice era, como él mismo decía, «la niña y amiga perfecta». Carroll tomó esta fotografía cuatro años después de su primer encuentro en el jardín de la catedral de Christ Church, Oxford, cuando Alice tenía solo cuatro años.
La foto fue tomada en julio de 1860. La fotografía coloreada fue incluida en el álbum personal de Carroll Nº. II en la página 53. Su número de identificación es Z-PH-LCA-II.53. Otra fotografía positiva en blanco y negro fue parte del álbum personal de Carroll n.° I. 3. La foto fue colocada en la página 70. Su identificador oficial es Z-PH-LCA-III.70. Ambas copias se conservan actualmente en la Biblioteca de la Universidad de Princeton. El número de inventario en el catálogo de imágenes de Carroll de las fotografías es 613. Más tarde, probablemente en 1870, Carroll creó un collage a partir de tres fotografías de las hermanas Liddell tomadas en diferentes momentos: Lorina (Ina), Alice y Edith (la fotografía de Lorina de 1858 y las otras dos, que representan a las hermanas menores, de 1860). Este collage se encuentra actualmente en la colección de la National Portrait Gallery de Londres. El tamaño del collage es de 10 × 7,6 cm. Número de inventario de NPG P991 (10). En un momento dado, el collage se vendió en Sotheby's por 21.200 libras esterlinas. 

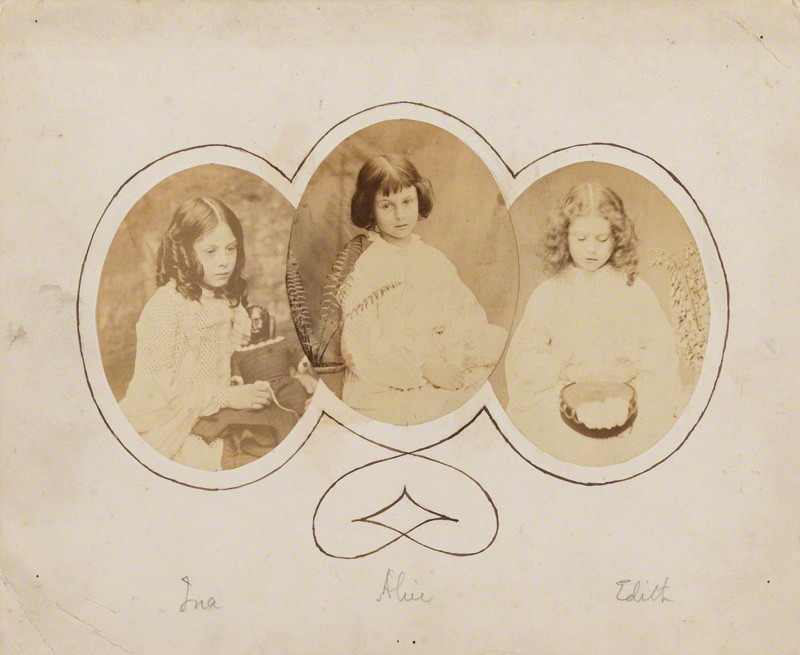
Lewis Carroll: Tríptico, 1858–1860; 1870 (?).

El tamaño de la foto de Alice Liddell con helecho varía: desde 95 x 54 cm (el tamaño de la fotografía en la National Portrait Gallery, donde solo se muestra la imagen del busto) hasta el formato de tarjeta de visita de 10,2 × 63 cm. Actualmente se conocen ocho positivos de esta fotografía, dos de los cuales están coloreados a mano.
Esta fotografía, según los historiadores del arte, era una de las favoritas de Dodgson, y una versión en blanco y negro se incluyó en el álbum de fotografías de Alice Liddell. Al final del manuscrito de Las aventuras de Alicia bajo tierra, Dodgson dibujó un dibujo a tinta de Alicia como conclusión del texto del libro. Sin embargo, según los historiadores literarios, el escritor no estaba satisfecho con este dibujo, por lo que tomó una de las fotografías, la recortó en forma ovalada para mostrar solo la cabeza y los hombros de la niña y pegó la fotografía en su dibujo. Cuando el manuscrito fue publicado en una edición facsímil por Macmillan Publishers en 1886, se omitió la fotografía, lo que obligó al escritor a reescribir la última línea del libro: Dodgson agregó The End en un trozo de papel que se fijó sobre el retrato del manuscrito, en el lugar que anteriormente había ocupado la fotografía. Hubo diferentes opiniones sobre las razones por las que el escritor se negó a publicar la fotografía. Según una versión, Alicia era bien conocida por el público lector en 1886 gracias a las ilustraciones del artista británico John Tenniel, cuyo prototipo puede haber sido Mary Hilton Badcock. Carroll envió una fotografía de ella, que él mismo había tomado, al artista, pero si Tenniel utilizó la fotografía para crear la imagen de Alice es un tema de controversia. Todos los historiadores del arte coinciden en que tanto Mary Hilton Badcock como el personaje de Tenniel no se parecen en nada a Alice Liddell. Se especula que Dodgson puede haber sentido que el manuscrito de las aventuras subterráneas de Alicia era inherentemente profundamente personal, inspirado en su "amiga ideal de la infancia", por lo que puede haber decidido que no había lugar para la fotografía en una publicación para un público general. Por otra parte, hay una famosa carta de Carroll a Alice, en la que le pide la aprobación de una copia facsímil del manuscrito. A juzgar por el texto de la carta del padre de Alice, ella aceptó bajo duras condiciones. Lo más importante era eliminar su foto de la última página. En respuesta, Carroll escribió que también se oponía a la reproducción de la fotografía en la publicación.
El positivo coloreado de la fotografía en la subasta de Sotheby's del 14 de diciembre de 2016 se estimó en $120.000–180.000, la procedencia de la fotografía está marcada como Sotheby's LDN, venta «Alice» de 2001, lote 6. 

## Interpretación
En la foto, Alice Liddell está sentada vestida de blanco en una mesa cubierta con una tela oscura a rayas verticales, junto a un helecho que crece en una maceta. En el lenguaje de las flores, muy común en la época victoriana, el helecho significaba sinceridad, encanto y encantamiento. El crítico de arte Robert Douglas-Fairhurst señala que Carroll puede haberse planteado desafíos técnicos específicos:
- Una fotografía del color verde (el helecho) era considerada difícil en aquella época;
- En las condiciones de larga exposición, fue extremadamente difícil capturar la suave sonrisa en los labios de la niña, lo que Carroll intentó hacer.

Según un experto en la obra de Carroll, tal vez la niña con el helecho sea una alusión cómica a la idea extendida entre los maestros de la época victoriana de que los niños tienen muchas similitudes con las plantas: naturales, hermosas y salvajes en apariencia, y que se necesitará mucho tiempo y esfuerzo para "domesticar" y "civilizar" (educarlos y entrenarlos en la dirección correcta) estas "plantas".
Robert Douglas-Fairhurst señala que en el dibujo final del libro manuscrito original de Carroll, que esta fotografía luego reemplazó, Alice Liddell tiene cabello más grueso y un ligero estrabismo. Alrededor tanto del dibujo como de la versión recortada del retrato en la versión manuscrita del libro hay dos rizos decorativos que se asemejan a un ocho. Esta es la edad que tenía Alice cuando Carroll tomó la foto, pero también es el símbolo matemático del infinito. Según el crítico de arte, se trataba de una forma sutil de sugerir que la edad del personaje ficticio no tenía relación con la edad de la persona inspiradora; No importa qué edad tenga Alice Liddell ahora, la Alice ficticia podrá permanecer en esa edad para siempre. 
El título de la fotografía es tema de debate entre los historiadores del arte. Hay un largo artículo de Cindy Becker dedicado únicamente al título de esta fotografía. 

## Galería

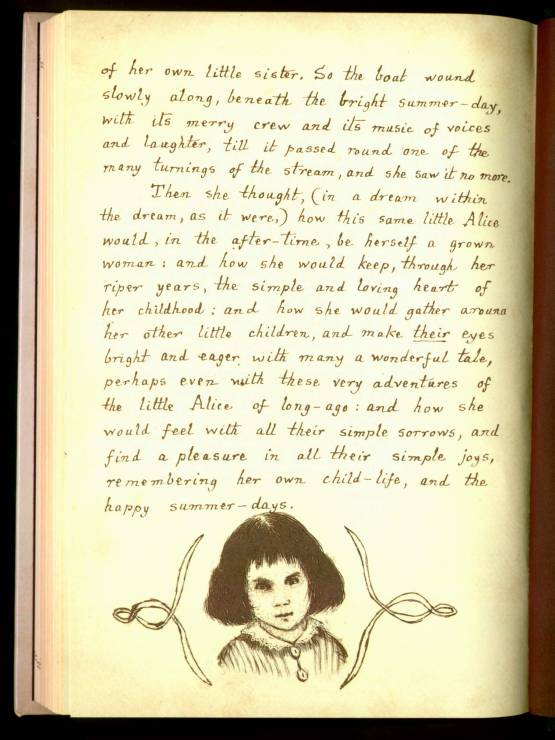
Lewis Carroll: La última página del manuscrito de "Las aventuras subterráneas de Alicia" (versión original).
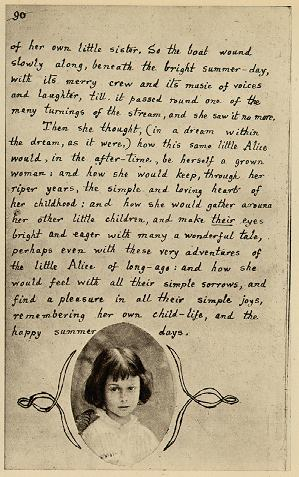
Lewis Carroll: La última página del manuscrito de "Las aventuras subterráneas de Alicia".
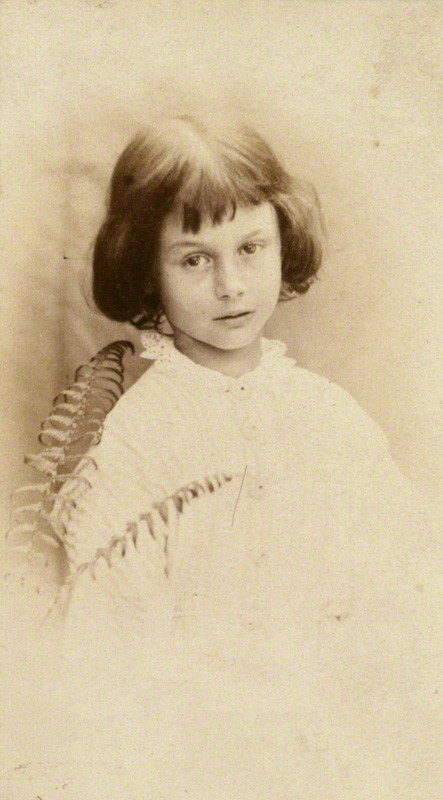
Lewis Carroll: Alice Liddell, 1860, National Portrait Gallery, versión fotográfica, 2002 NPG P991 (8).
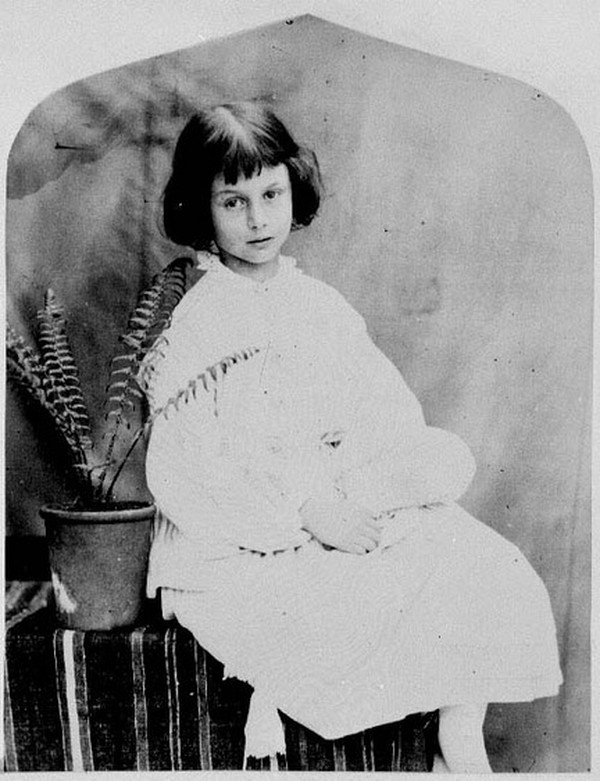
Lewis Carroll: Alice Liddell, 1860 (Z-PH-LCA-III.70)
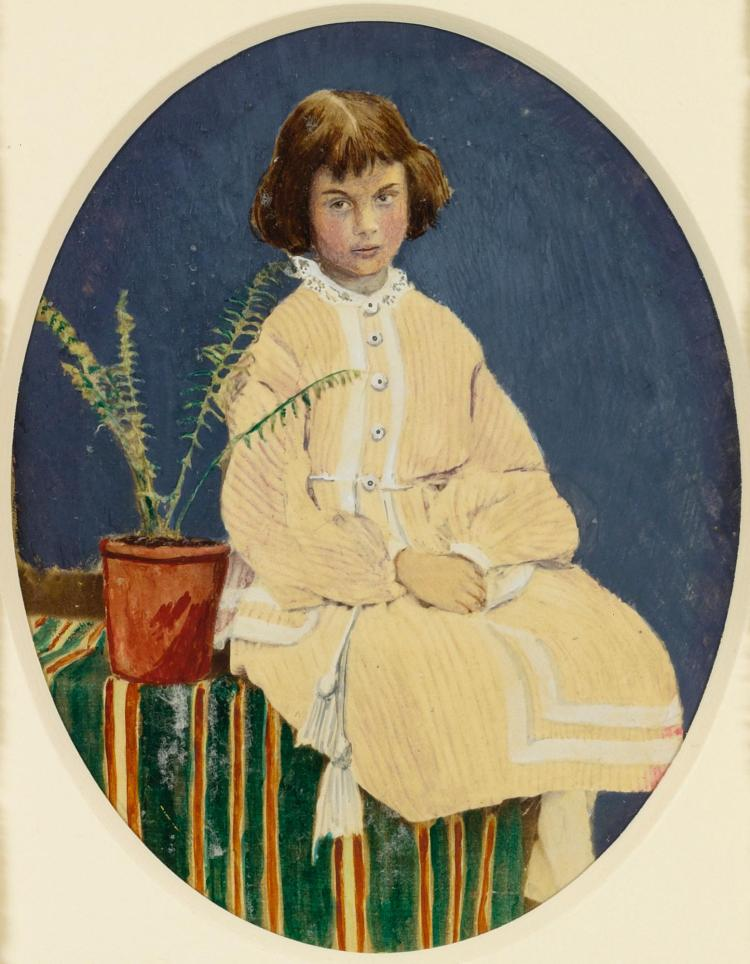
Lewis Carroll: Alice Liddell, 1860 (versión coloreada a mano, Sotheby's LDN, 2001, lote 6).